# Пуг'я
Пу́г'я (ест. Puhja alevik) — селище в Естонії, у волості Елва повіту Тартумаа.

## Населення
Чисельність населення на 31 грудня 2011 року становила 923 особи.

## Історія
До 24 жовтня 2017 року селище входило до складу волості Пуг'я й було її адміністративним центром.

## Пам'ятки
- Лютеранська кірха святого Діонісія (Puhja Püha Dionysiuse kirik), пам'ятка архітектури 15-16-го ст.ст.[2]
- Меморіал війни за незалежність (Vabadussõja mälestussammas), історична пам'ятка[3]

## Галерея

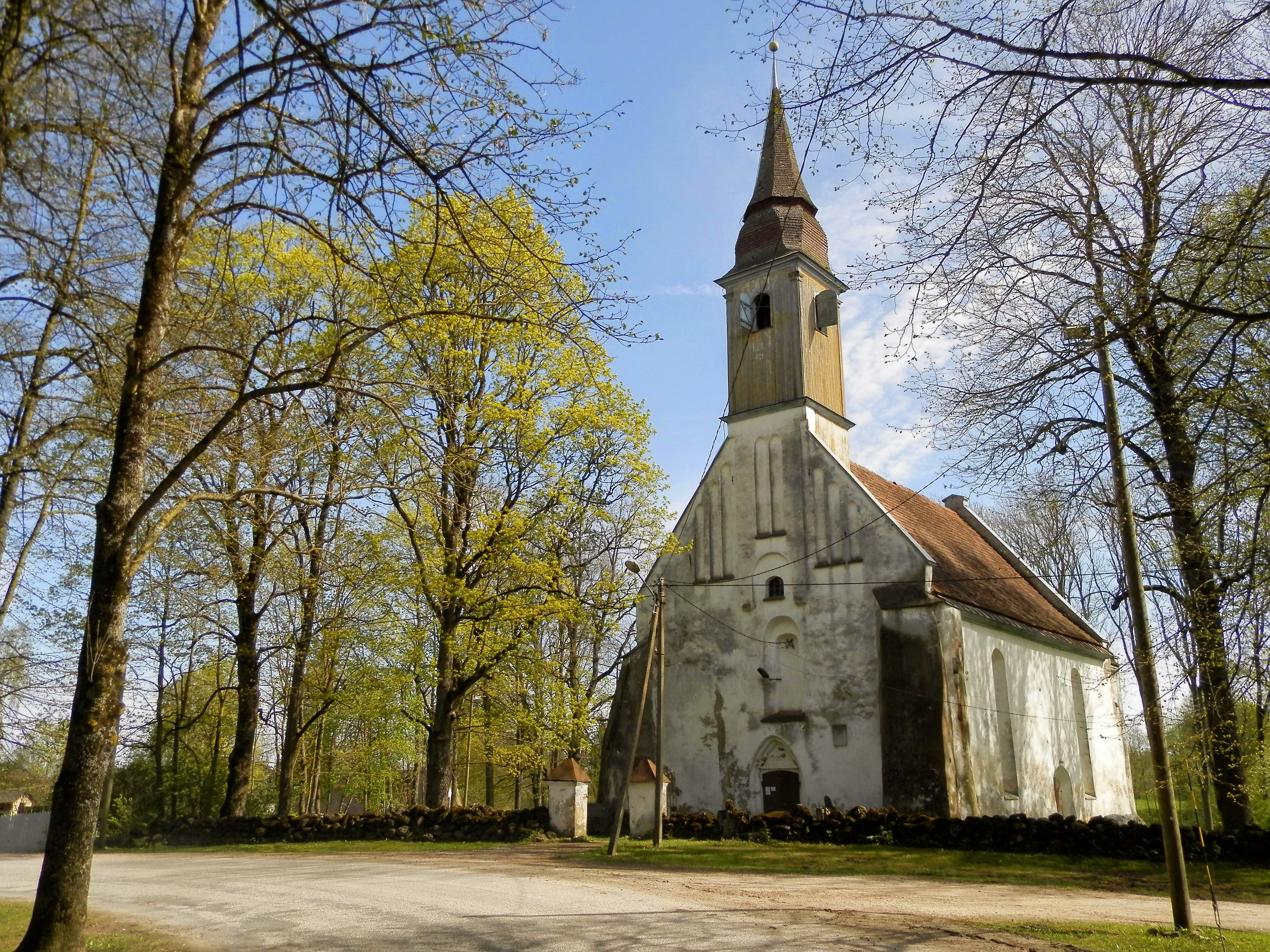
Кірха святого Діонісія
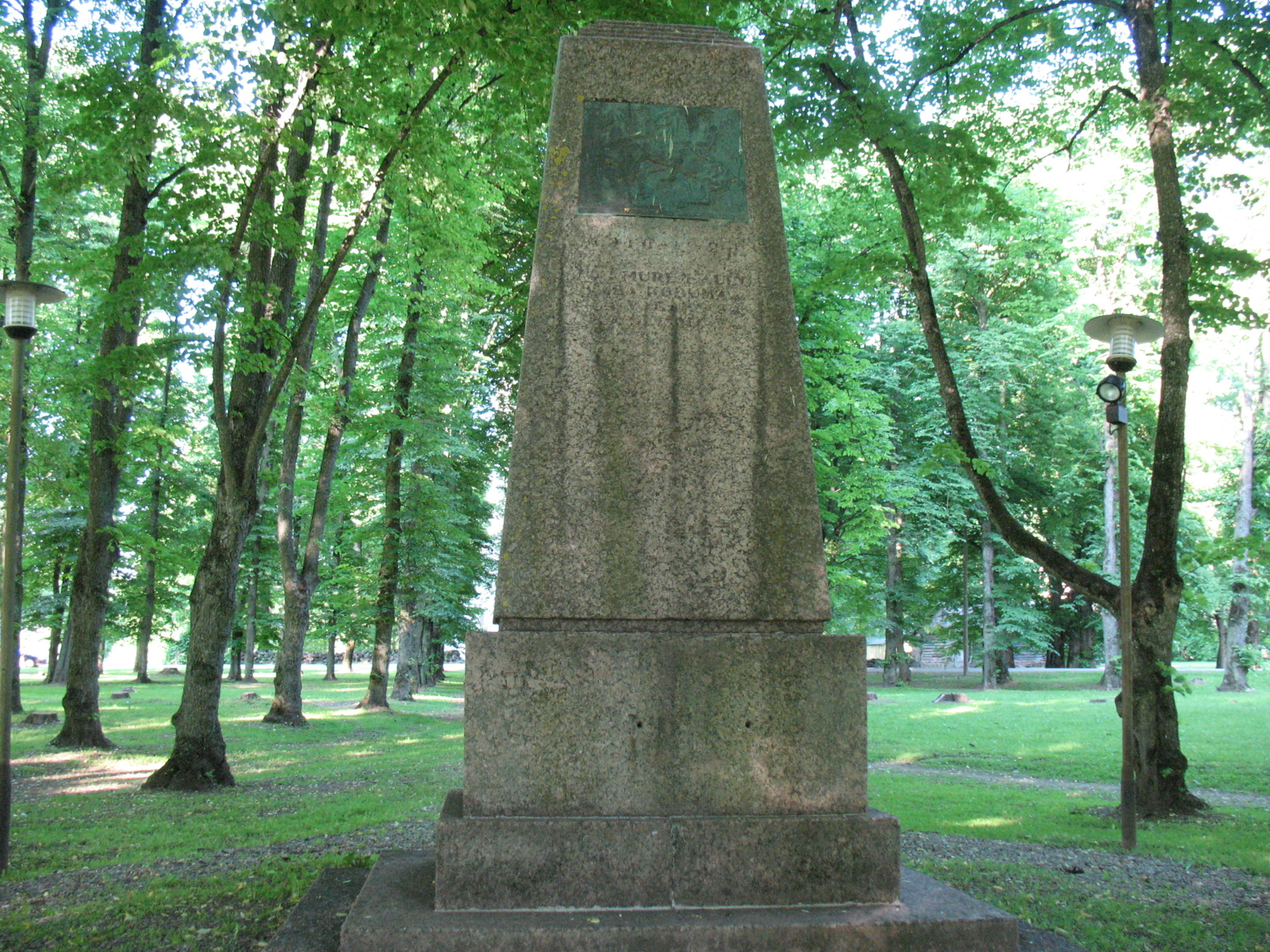
Монумент героям війни за незалежність
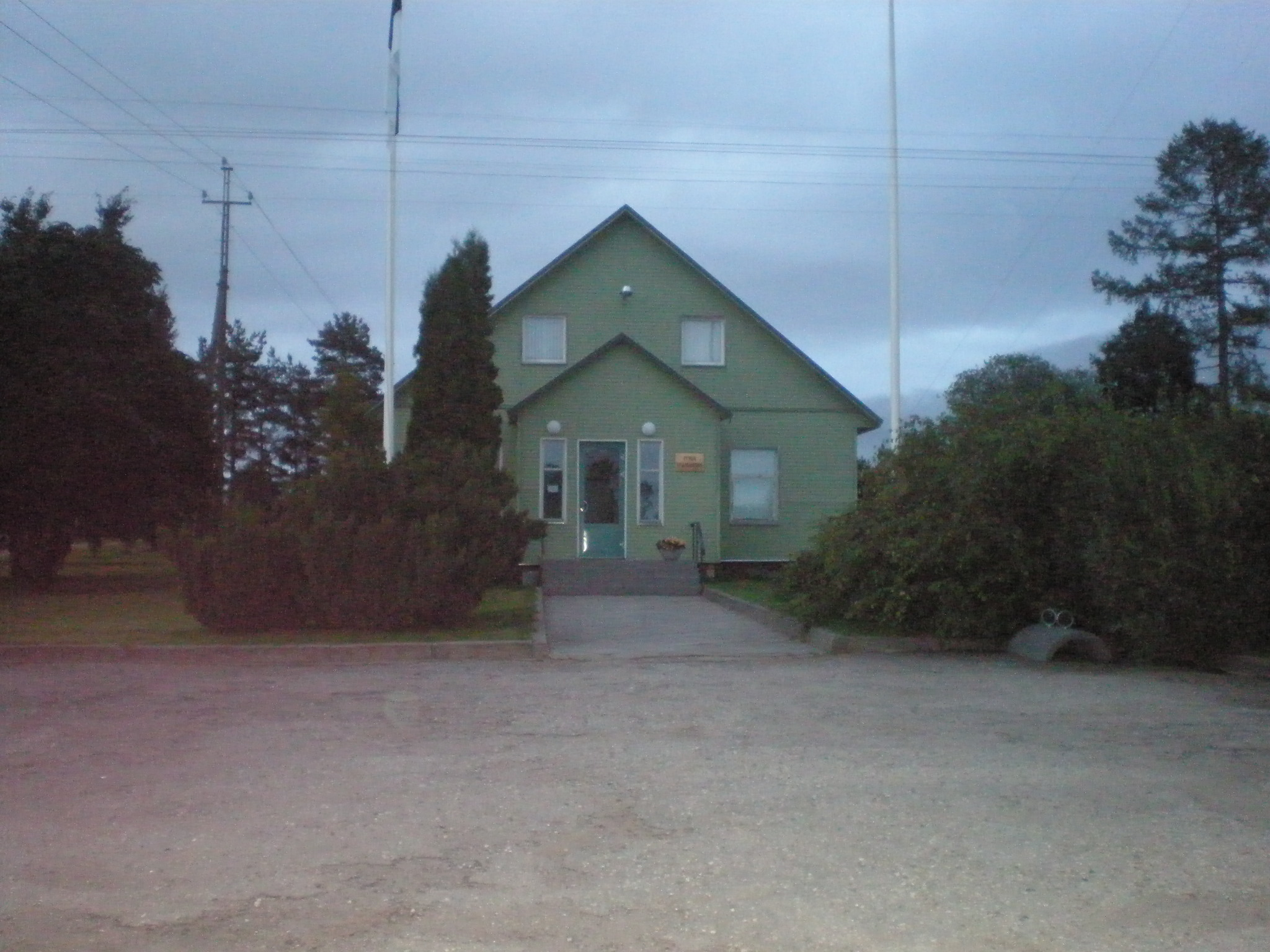
Будинок колишньої волосної ради